# Charles Guillaume Cousin
Charles Guillaume Cousin, född 1707 i Pont-Audemer, Eure, död där 1783, var en fransk skulptör. 
Hos vem han fick sin utbildning hos bröderna 
Guillaume och 
Nicolas Coustou och var verksam i Lyon 1728-1731. För att ersätta Antoine Bellette slöt den svenske envoyén i Paris, friherre von Giedda, kontrakt med honom 1737 om anställning vid den några år förut åter påbörjade slottsbyggnaden i Stockholm, dit han anlände samma år. År 1740 besökte han Frankrike, men återkom 1741 till Stockholm och vistades där ännu våren 1745. Han återvände dock kort därefter till sitt hemland. År 1741 utförde han en grupp, Enigheten, för rikssalen, och 1743 några gipsarbeten i slottskapellet. 
Högst sannolikt är han även mästare till åtskilliga andra av rikssalens dekorativa stoder. Cousin efterlämnade även några byster, till exempel av Adolf Fredrik (1744, Drottningholms slott). Dessutom utförde han de kolossala, i tung barockstil hållna karyatiderna på Stockholms slotts västra fasad och kungamedaljongerna ovanför dem. Cousins arbeten, särskilt bysterna, röjer en övad och naturtrogen hand. Dock fördunklades han av sin begåvade landsman Jacques Philippe Bouchardon, som kom till Sverige 1741. Cousin är representerad vid bland annat Göteborgs konstmuseum.